# Rodica Buterez
Rodica Buterez (ur. 25 lipca 1999 w Bukareszcie) – rumuńska siatkarka, grająca na pozycji przyjmującej, reprezentantka Rumunii.
Jest kapitanem reprezentacji narodowej. Została wybrana przez federację rumuńską najlepszą siatkarką 2022 roku, a rok wcześniej uplasowała się na drugim miejscu.
W 2019 wraz z reprezentacją Rumunii zwyciężyła rozgrywki Srebrnej Ligi w ramach Europejskiej Ligi Siatkówki, uzyskując awans do Złotej Ligi.

## Sukcesy klubowe
Mistrzostwo Rumunii:
- 2021[6]
- 2022[7], 2023[8], 2025[9]
- 2019[10], 2020[11]

## Sukcesy reprezentacyjne
Srebrna Liga Europejska:
- 2019[12]

Złota Liga Europejska:
- 2025[13]